# Памбуковица
Памбуковица је насеље у Србији у општини Уб у Колубарском округу. Према попису из 2022. било је 740 становника.
Од центра општине село је удаљено 13 километара. У селу живи између 1.500 и 2.000 становника. Поседује основну школу, библиотеку, месну канцеларију, спортску халу, пошту и амбуланту.
У селу постоји ФК Младост, који се такмичи у Општинској лиги. Такође се у њему налази и православна црква Вазнесења Христовог, једна од најстаријих у овом крају, која је манастир од 2014. године.
Највећи број мештана овог села бави се пољопривредом, један број био је запослен у фабричким колективима општине Уб, а нешто мањи број је на привременом раду у иностранству.

## Историја
Први помен села је забележен у турском попису (тефтеру) за хиџретску 934. годину, тј. 1527/1528. годину по садашњем рачунању времена.

Транскрибован на модерни турски, са османске арабице, унос са 214. странице тефтера TD 144 је гласио овако:
Mirkşe-çirkva karye, Valyeva nahiye - Село Мркшина Црква, Нахија Ваљево
Име долази од чувеног истоименог манастира који је у 16. веку поседовао штампарију.

## Демографија
У насељу Памбуковица живи 967 пунолетних становника, а просечна старост становништва износи 43,8 година (43,1 код мушкараца и 44,7 код жена). У насељу има 377 домаћинстава, а просечан број чланова по домаћинству је 3,11.
Ово насеље је великим делом насељено Србима (према попису из 2002. године), а у последња три пописа, примећен је пад у броју становника.
|  |

| Демографија | Демографија | Демографија |
| Година      | Становника  | Становника  |
| ----------- | ----------- | ----------- |
| 1948.       | 1.725       |             |
| 1953.       | 1.839       |             |
| 1961.       | 1.833       |             |
| 1971.       | 1.752       |             |
| 1981.       | 1.627       |             |
| 1991.       | 1.424       | 1.344       |
| 2002.       | 1.173       | 1.320       |

| Етнички састав према попису из 2002.‍ | Етнички састав према попису из 2002.‍ | Етнички састав према попису из 2002.‍ | Етнички састав према попису из 2002.‍ | Етнички састав према попису из 2002.‍ |
| ------------------------------------ | ------------------------------------ | ------------------------------------ | ------------------------------------ | ------------------------------------ |
|                                      |                                      |                                      |                                      |                                      |
| Срби                                 | Срби                                 |                                      | 1.131                                | 96,41%                               |
| Роми                                 | Роми                                 |                                      | 31                                   | 2,64%                                |
| Црногорци                            | Црногорци                            |                                      | 5                                    | 0,42%                                |
| Руси                                 | Руси                                 |                                      | 1                                    | 0,08%                                |
| Македонци                            | Македонци                            |                                      | 1                                    | 0,08%                                |
| непознато                            | непознато                            |                                      | 4                                    | 0,34%                                |

| Година пописа     | 1948. | 1953. | 1961. | 1971. | 1981. | 1991. | 2002. |
| ----------------- | ----- | ----- | ----- | ----- | ----- | ----- | ----- |
| Број домаћинстава | 303   | 340   | 387   | 397   | 395   | 389   | 377   |

| Број чланова      | 1  | 2  | 3  | 4  | 5  | 6  | 7  | 8 | 9 | 10 и више | Просек |
| ----------------- | -- | -- | -- | -- | -- | -- | -- | - | - | --------- | ------ |
| Број домаћинстава | 88 | 93 | 57 | 48 | 37 | 32 | 19 | 2 | 0 | 1         | 3,11   |

| Пол    | Укупно | Неожењен/Неудата | Ожењен/Удата | Удовац/Удовица | Разведен/Разведена | Непознато |
| ------ | ------ | ---------------- | ------------ | -------------- | ------------------ | --------- |
| Мушки  | 515    | 153              | 319          | 32             | 8                  | 3         |
| Женски | 490    | 56               | 323          | 101            | 9                  | 1         |
| УКУПНО | 1.005  | 209              | 642          | 133            | 17                 | 4         |

| Пол    | Укупно                    | Пољопривреда, лов и шумарство | Рибарство                            | Вађење руде и камена | Прерађивачка индустрија       |
| ------ | ------------------------- | ----------------------------- | ------------------------------------ | -------------------- | ----------------------------- |
| Мушки  | 370                       | 281                           | 2                                    | 6                    | 22                            |
| Женски | 228                       | 185                           | 0                                    | 0                    | 17                            |
| УКУПНО | 598                       | 466                           | 2                                    | 6                    | 39                            |
| Пол    | Производња и снабдевање   | Грађевинарство                | Трговина                             | Хотели и ресторани   | Саобраћај, складиштење и везе |
| Мушки  | 1                         | 7                             | 5                                    | 4                    | 12                            |
| Женски | 0                         | 0                             | 10                                   | 2                    | 1                             |
| УКУПНО | 1                         | 7                             | 15                                   | 6                    | 13                            |
| Пол    | Финансијско посредовање   | Некретнине                    | Државна управа и одбрана             | Образовање           | Здравствени и социјални рад   |
| Мушки  | 0                         | 2                             | 9                                    | 3                    | 1                             |
| Женски | 0                         | 0                             | 0                                    | 3                    | 2                             |
| УКУПНО | 0                         | 2                             | 9                                    | 6                    | 3                             |
| Пол    | Остале услужне активности | Приватна домаћинства          | Екстериторијалне организације и тела | Непознато            | Непознато                     |
| Мушки  | 4                         | 0                             | 0                                    | 11                   | 11                            |
| Женски | 2                         | 0                             | 0                                    | 6                    | 6                             |
| УКУПНО | 6                         | 0                             | 0                                    | 17                   | 17                            |